# Rivière Dock
La rivière Dock est une rivière canadienne dans le comté de Prince sur l'Île-du-Prince-Édouard. La rivière coule vers le sud dans la baie Cascumpèque.